# Giovanni Alfazio
Giovanni Antonio Angelo Alfazio (Poirino, 3 agosto 1838 – Poirino, 2 febbraio 1913) è stato un prefetto e politico italiano.

## Biografia
Entra nella pubblica amministrazione  nel 1861 come volontario nell'amministrazione centrale degli affari interni e viene assunto dal 1 settembre 1865 come applicato di quarta classe. È stato questore di Genova, Torino, Napoli e Milano. Come sottoprefetto di Messina ha guidato la repressione del banditismo in Sicilia. Promosso prefetto ha guidato le prefetture di Reggio Emilia, Cuneo, Forlì, Parma e Milano. Nel 1896 è nominato Direttore Generale della Pubblica sicurezza e capo della polizia.
Durante il suo mandato avviene il secondo tentativo di assassinare re Umberto I. Le modalità dell'evento, con la scorta a 200 metri di distanza dal sovrano, evidenziano l'assoluta carenza di mezzi della polizia che è costretta ad avvalersi di carrozze a cavalli di piazza, ovviamente meno veloci di quelli delle personalità del tempo. Per porre rimedio alla situazione studia dei provvedimenti che però non trovano completa attuazione a causa della difficile situazione dell'ordine pubblico del periodo. Alfazio avvia comunque una riforma della polizia. La questura di Roma è soppressa e posta alle dipendenze del prefetto, che sovrintende ai dodici distretti della città, retti da un commissario col rango di sottoprefetto. È introdotta la figura dell'agente speciale investigativo in abiti civili. All'Arma dei Carabinieri è richiesto di assicurare l'attività di polizia giudiziaria e la tutela della sicurezza solo fuori dalla cinta daziaria, aggiungendo altre otto stazioni alle quattro esistenti. Altri provvedimenti non sono attuati per gravi problemi di ordine pubblico.
Altro tragico evento che coincide col suo mandato sono le manifestazioni a Milano a causa dell'aumento del prezzo del pane, che sfociano nelle tragiche quattro giornate meglio conosciute come la "protesta dello stomaco" e nella sanguinosa repressione attuata dal generale Fiorenzo Bava Beccaris.
Nel 1904 è nominato senatore a vita.